# ワスプ (強襲揚陸艦)
ワスプ（USS Wasp, LHD-1）は、アメリカ海軍の強襲揚陸艦。タラワ級強襲揚陸艦の後継艦として計画され、指揮能力やヘリコプターやSTOVL機の搭載能力が大幅に増強され、ワスプ級強襲揚陸艦1番艦として建造された。

## 艦名
艦名は「アシナガバチ」（ワスプ）という意味をもつアメリカ海軍の軍艦に引き継がれている艦名で、その名を持つ軍艦としては10隻目にあたる（先代はエセックス級航空母艦8番艦「ワスプ」、先々代は航空母艦「ワスプ」）。

## 艦歴
ミシシッピ州パスカグーラのインガルス造船所で建造された。
2016年10月、アメリカ海軍は佐世保基地に配属されているボノム・リシャール（ワスプ級6番艦）に代わり、ワスプを2017年秋期に配備すると発表。2017年8月30日、ヴァージニア州ノーフォーク海軍基地を佐世保に向けて出港したが、ハリケーン・イルマによる被害を受けたプエルトリコで救援活動を行ったため、佐世保到着が遅れることとなった。2018年1月14日、佐世保基地に接岸した。
2018年12月13日、佐世保を離れ、2019年にアメリカのノーフォークに移動すると発表された。移動する時期は言及されなかった。なお、代替の艦として「アメリカ」を配備することが決定している。
2019年5月28日、来日中の米国トランプ大統領が横須賀港でかがを視察するのに併せて横須賀港でF-35Bとともに待ち受け、船内で戦没将兵追悼記念日の演説が行われた。
同年11月18日、ノーフォーク海軍基地に入港したことが発表された。

## ギャラリー

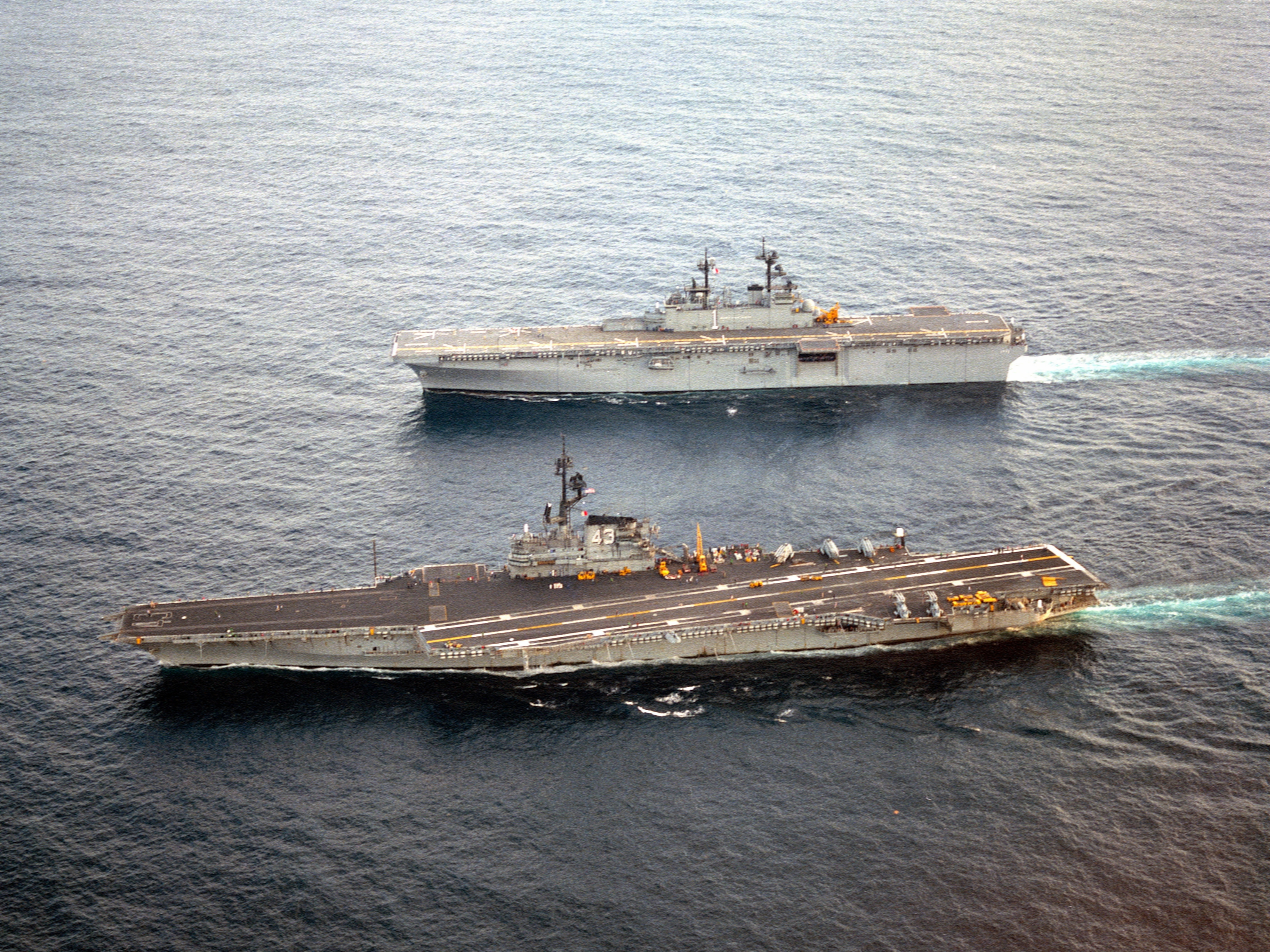
ワスプとコーラル・シー（1989年）
- 垂直着陸するF-35Bの映像
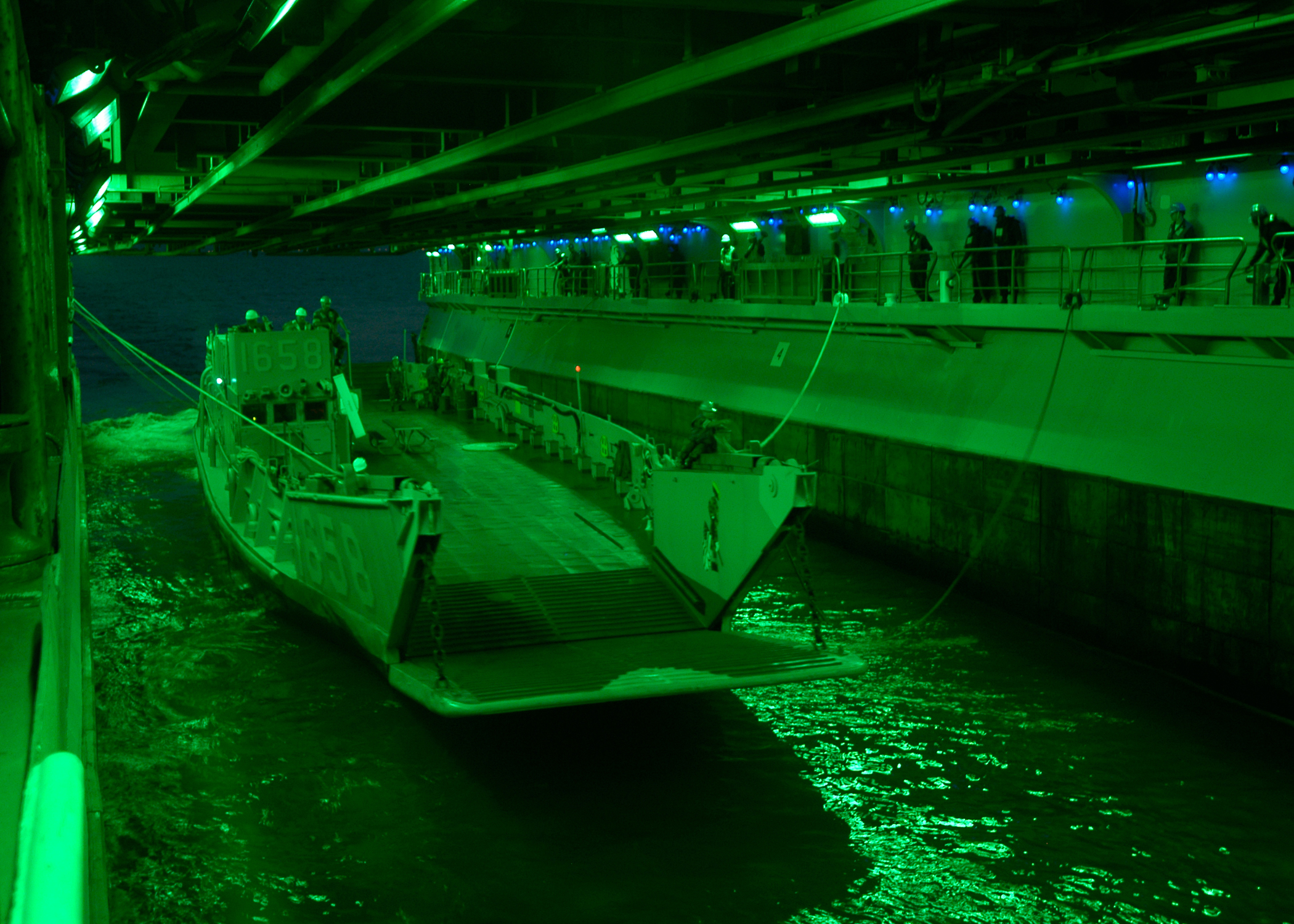
ワスプとLCU（2005年6月21日）
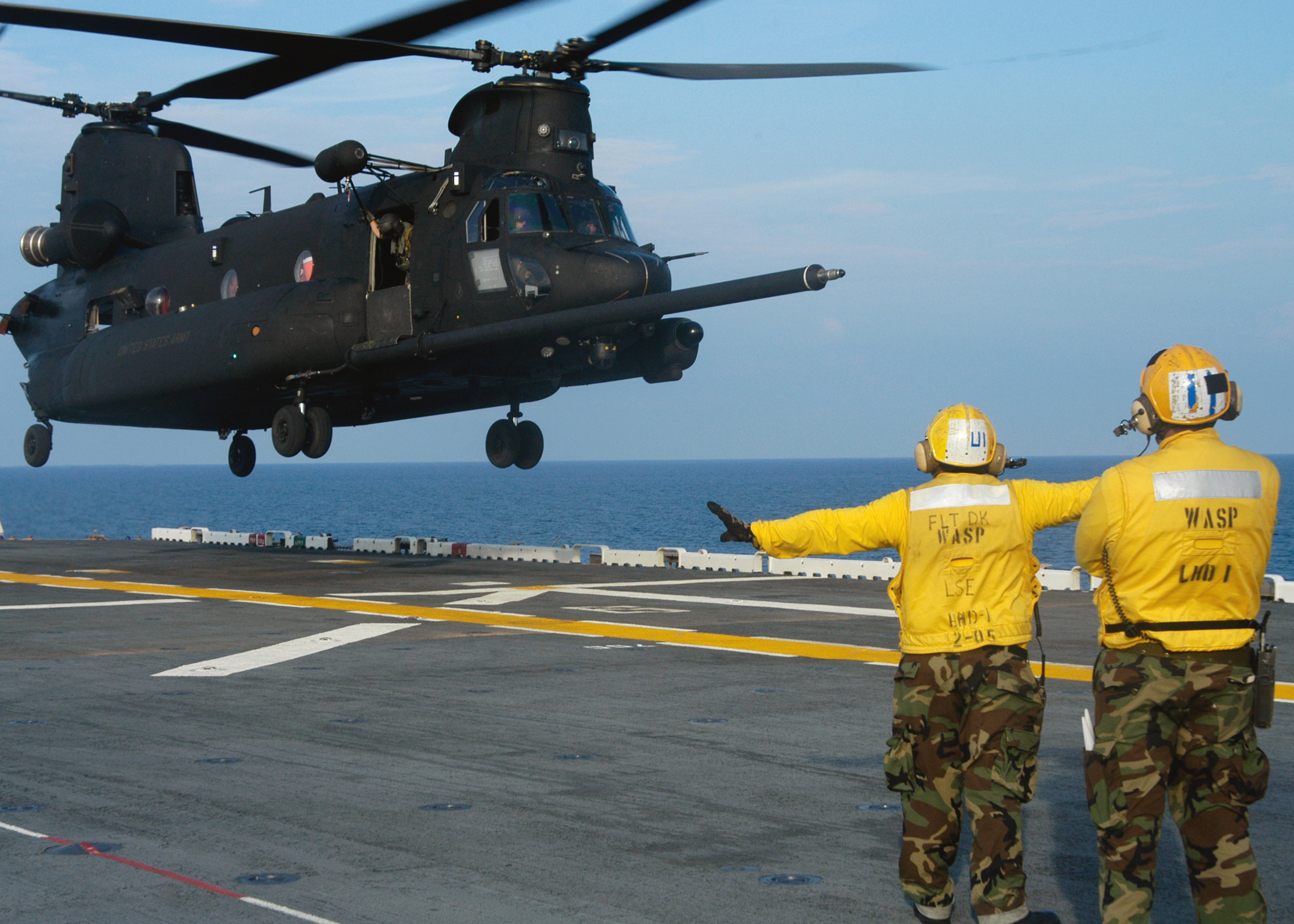
CH-47とワスプ（2005年8月8日）
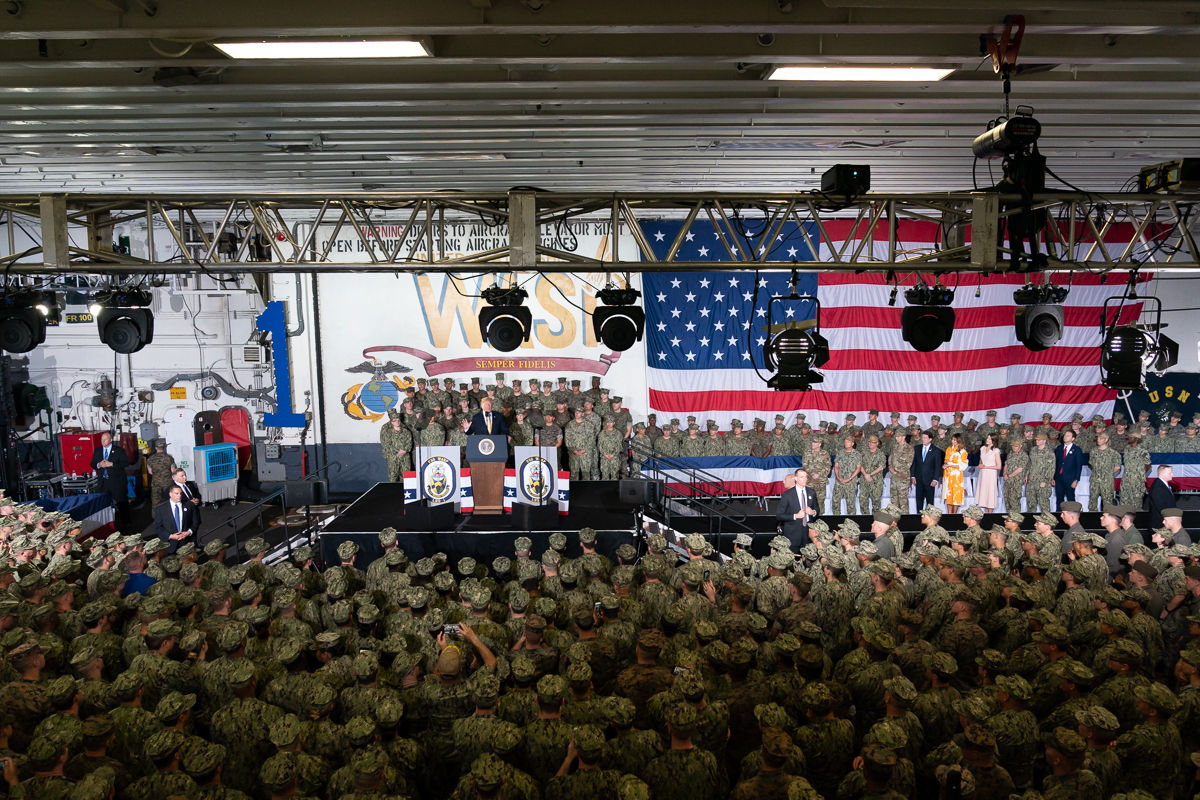
ワスプで演説するトランプ大統領